# One Team One Spirit
One Team One Spirit è un singolo della rock band svizzera Gotthard, pubblicato in occasione dell'uscita della raccolta One Life One Soul - Best of Ballads, di cui rappresenta uno dei quattro inediti.
La canzone è diventata famosa per esser stata utilizzata quello stesso anno come colonna sonora ufficiale per la Svizzera ai Giochi Olimpici di Atene.
Come lato B è presente una rivisitazione dell'inno nazionale svizzero.

## Tracce
1. One Team One Spirit (versione radiofonica) – 3:56 (Steve Lee, Leo Leoni)
2. One Team One Spirit (versione album) – 4:10 (Lee, Leoni)
3. Heaven (versione strumentale) – 3:57 (Lee, Leoni, Chris von Rohr)
4. Salmo Svizzero – 1:22 (Alberik Zwyssig)

## Classifiche
| Classifica (2004) | Posizione massima |
| ----------------- | ----------------- |
| Svizzera          | 17                |